# Jed Brophy
Jed Brophy (Auckland, 14 ottobre 1963) è un attore neozelandese.

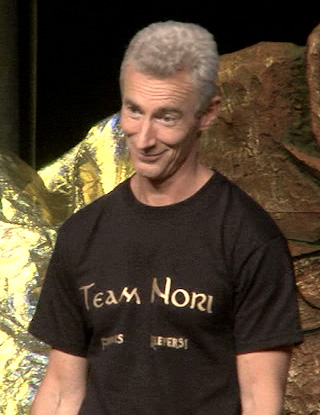
Jed Brophy a Bonn nel 2015

Ha partecipato a svariate pellicole dirette da Peter Jackson (tra cui Creature del cielo del 1994).

## Filmografia

### Cinema
- Splatters - Gli schizzacervelli (Braindead), regia di Peter Jackson (1992)

- Absent Without Leave, regia di John Laing (1992)
- Chunuk Bair, regia di Dale G. Bradley (1992)
- L'ultimo tatuaggio (The Last Tattoo), regia di John Reid (1994)
- Creature del cielo (Heavenly Creatures), regia di Peter Jackson (1994)
- Chicken, regia di Grant Lahood (1996)
- Il Signore degli Anelli - La Compagnia dell'Anello (The Lord of the Rings: The Fellowship of the Ring), regia di Peter Jackson (2001)
- Tongan Ninja, regia di Jason Stutter (2002)
- Il Signore degli Anelli - Le due torri (The Lord of the Rings: The Two Towers), regia di Peter Jackson (2002)
- Perfect Strangers, regia di Gaylene Preston (2003)
- Il Signore degli Anelli - Il ritorno del re (The Lord of the Rings: The Return of the King), regia di Peter Jackson (2003)
- Fracture, regia di Larry Parr (2004)
- King Kong, regia di Peter Jackson (2005)
- Second Hand Wedding, regia di Paul Murphy (2008)
- District 9, regia di Neill Blomkamp (2009)
- Home by Christmas, regia di Gaylene Preston (2010)
- Tracker, regia di Ian Sharp (2010)
- The Warrior's Way, regia di Sngmoo Lee (2010)
- Lo Hobbit - Un viaggio inaspettato (The Hobbit: An Unexpected Journey), regia di Peter Jackson (2012)
- Lo Hobbit - La desolazione di Smaug (The Hobbit: The Desolation of Smaug), regia di Peter Jackson (2013)
- Lo Hobbit - La battaglia delle cinque armate (The Hobbit: The Battle of the Five Armies), regia di Peter Jackson (2014)
- The Dead Room, regia di Jason Stutter (2015)
- Blue Moon, regia di Stefen Harris (2018)
- Killer Sofa, regia di Bernie Rao (2019)

### Televisione
- Shark in the Park – serie TV, episodio 3x04 (1991)
- Shortland Street – serial TV (1992)
- Hercules (Hercules: The Legendary Journeys) – serie TV, episodio 2x13 (1996)
- Return to Treasure Island, regia di Steve La Hood – film TV (1996)

- Specchio del passato (Mirror, Mirror) – serie TV, episodio 2x07 (1997)
- The Enid Blyton Secret Series – serie TV, episodio 1x01 (1997)
- Le avventure della famiglia Robinson (The Adventures of Swiss Family Robinson) – serie TV, 9 episodi (1998)
- Xena - Principessa guerriera (Xena: Warrior Princess) – serie TV, episodio 5x19 (2000)
- Dark Knight – serie TV, episodio 2x10 (2002)
- Revelations – serie TV, episodio 1x10 (2002)
- Freaky – serie TV, episodio 1x03 (2003)
- The Killian Curse – serie TV, episodio 1x02 (2006)
- La spada della verità (Legend of the Seeker) – serie TV, episodi 2x05-2x13 (2009-2010)
- Tangiwai, regia di Charlie Haskell – film TV (2011)
- The Shannara Chronicles – serie TV, 8 episodi (2016)
- The Men Who Built America: Frontiersmen – miniserie TV, 1 puntata (2018)
- I Luminari - Il destino nelle stelle (The Luminaries) – miniserie TV, 2 puntate (2020)
- Il Signore degli Anelli - Gli Anelli del Potere (The Lord of the Rings: The Rings of Power) – serie TV, 5 episodi (2022)

## Doppiatori italiani
- Luigi Ferraro ne Lo Hobbit - Un viaggio inaspettato, Lo Hobbit - La desolazione di Smaug, Lo Hobbit - La battaglia delle cinque armate
- Loris Loddi in Creature del cielo
- Massimo Lodolo in Ritorno all'isola del tesoro
- Sergio Sivori in King Kong
- Alessandro Budroni in The Shannara Chronicles
- Stefano Alessandroni in Il Signore degli Anelli - Gli Anelli del Potere